# Sónia Balacó
Sónia Balacó (Peniche, 12 de fevereiro de 1984) é uma actriz portuguesa.

## Carreira
Estreou-se como actriz aos 15 anos na série Jornalistas. Desde então tem trabalhado consistentemente em televisão, cinema e teatro, tendo-se destacado na série de comédia Último a Sair.
Em 2014 fez parte do elenco principal da novela "Agua de Mar".
É protagonista em Freud und Friends, de Gabriel Abrantes, curta-metragem que esteve em competição no Festival de Cinema de Berlim (2016), e no telefilme da RTP E Depois Matei-o, vencedor do Prémio de Ficção para TV no Festival PRIX ITALIA (2013).
O seu livro de poemas, CONSTELAÇÃO, foi editado em 2015 pela Mariposa Azual.

## Cinema
| Ano  | Título                             | Realizador                |                | Notas                                                                                |
| ---- | ---------------------------------- | ------------------------- | -------------- | ------------------------------------------------------------------------------------ |
| 2020 | Ordem Moral                        | Mário Barroso             | longa-metragem |                                                                                      |
| 2019 | Extraction: The Raft of the Medusa | Salomé Lamas              | curta-metragem |                                                                                      |
| 2019 | A Viagem                           | Mário Oliveira            | curta-metragem |                                                                                      |
| 2019 | Variações                          | João Maia                 | longa-metragem |                                                                                      |
| 2015 | Freud und Friends                  | Gabriel Abrantes          | curta-metragem | *em competição na Berlinale 2016 *integra a longa-metragem colectiva Aqui, em Lisboa |
| 2014 | The Last Nazi Hunter II            | Carlos Silva              | curta-metragem | *em competição no MOTELX 2015                                                        |
| 2013 | Cry For Me                         | John Lindquist            | curta-metragem | *Reino Unido                                                                         |
| 2013 | Le Sireneuse                       | Poppy de Villeneuve       | curta-metragem | *Itália                                                                              |
| 2012 | I Against I                        | Dave Ellison, Mark Cripps | longa-metragem | *Reino Unido                                                                         |
| 2011 | O Que Há de Novo no Amor?          | Hugo Alves                | longa-metragem |                                                                                      |
| 2007 | Corrupção                          | João Botelho              | longa-metragem |                                                                                      |
| 2007 | Fragile(s)                         | Martin Valente            | longa-metragem | *França                                                                              |
| 2006 | Gigi                               | Cláudia Gomes             | curta-metragem |                                                                                      |
| 2006 | Stabile                            | Mário Carvalhal           | curta-metragem |                                                                                      |
| 2005 | Sombras                            | João Trabulo              | longa-metragem |                                                                                      |

## Televisão
| Ano         | Projeto                  | Papel                 | Notas                 | Canal   |
| ----------- | ------------------------ | --------------------- | --------------------- | ------- |
| 1999 - 2000 | Jornalistas              | Madalena              | Elenco Principal      | SIC     |
| 2002        | O Bairro da Fonte        | _________             | Elenco Adicional      | SIC     |
| 2002 - 2003 | O Olhar da Serpente      | Lúcia                 | Elenco Adicional      | SIC     |
| 2003        | Tudo por Amor            | __________            | Elenco Adicional      | TVI     |
| 2004        | Ana e os Sete            | Andreia               | _________             | TVI     |
| 2005        | Inspetor Max             | Diana                 | Participação Especial | TVI     |
| 2006        | Triângulo Jota           | Natacha- Age 20       | Elenco Adicional      | RTP1    |
| 2008        | Casos da Vida            | Paula                 | Elenco Principal      | TVI     |
| 2008        | Vila Faia                | Repórter              | Elenco Adicional      | RTP1    |
| 2011        | Último a Sair            | Sónia                 | Elenco Principal      | RTP1    |
| 2012        | Maternidade              | Alexandra             | Elenco Adicional      | RTP1    |
| 2012        | E Depois Matei-o         | Susana                | Protagonista          | RTP1    |
| 2014        | Os Filhos do Rock        | Lena                  | Elenco Principal      | RTP1    |
| 2014        | Mulheres de Abril        | Maria                 | Protagonista          | RTP1    |
| 2014        | O Beijo do Escorpião     | Zulmira Dias          | Elenco Adicional      | TVI     |
| 2014 - 2015 | Água de Mar              | Ariana "Ary" Mendonça | Elenco Principal      | RTP1    |
| 2015        | El Ministério Del Tiempo | Hija del Gallego      | Participação Especial | TVE     |
| 2016        | Aqui Tão Longe           | Cláudia               | Participação Especial | RTP1    |
| 2017        | Mulheres Assim           | Cristina              | Elenco Adicional      | RTP1    |
| 2018        | Idiotas, Ponto.          | Mónica                | Elenco Adicional      | RTP2    |
| 2019 - 2021 | Terra Brava              | Sandra                | Elenco Principal      | SIC     |
| 2021        | Conta-me Como Foi        | Mulher de Mário       | Elenco Adicional      | RTP1    |
| 2023        | Contado por Mulheres     | Violeta               | Elenco Adicional      | RTP1    |
| 2024        | Vikings: Valhalla        | Tamar                 | Elenco Adicional      | Netflix |
| 2024        | PRISMA                   | Vera Mendes           | Protagonista          | RTP1    |
| 2025        | A Fazenda                | Svetlana              | Elenco Adicional (T1) | TVI     |
| 2025        | A Fazenda                | Svetlana              | Elenco Principal (T2) | TVI     |

## Teatro
| Ano  | Título                        | Autor               | Encenador       |
| ---- | ----------------------------- | ------------------- | --------------- |
| 2015 | Sem Título (leitura encenada) | Patrícia Portela    | Nuno M Cardoso  |
| 2014 | Romeu e Julieta               | William Shakespeare | Joana Linda     |
| 2013 | 2013: Realismo Selvagem       | co-criação HQDL     | co-criação HQDL |
| 2012 | Como Ela Chegou Aos 30        | co-criação HQDL     | co-criação HQDL |
| 2009 | Who Will Carry The Word?      | Charlotte Delbo     | Natasha Pryce   |
| 2007 | Instantâneos da Morte         | co-criação          | Joana Craveiro  |
| 2006 | Work in Progress              | co-criação HQDL     | co-criação HQDL |
| 2005 | Atentados                     | Martin Crimp        | Ricardo Gageiro |